# Setge de Maarat an-Numan
El setge de Marrat an-Numan va tenir lloc el desembre de 1098 durant l'anomenada Primera Croada i va ser mantingut per un exèrcit croat en contra d'aquesta ciutat de Síria, sota l'autoritat del Califat Fatimita.

## Antededents
El camí dels croats fins a Jerusalem durant la Primera Croada s'havia de convertir en una sèrie de setges, atès que els seljúcides controlaven grans ciutats fortificades, i després de les derrotes patides a Nicea, Dorilèon i Antioquia havien perdut tot el litoral mediterrani, i Duqaq de Damasc i Ridwan d'Alep, que ja havien donat suport als seljúcides no estaven en condicions de lluitar a camp obert contra l'exèrcit croat. Les ciutats, en ser preses, servirien per obtenir menjar i botí.
Després de conquerir Antioquia de l'Orontes, els croats per diverses raons, van romandre en aquesta àrea durant la resta de l'any. El legat papal Ademar de Le Puy havia mort, i Bohemon I d'Antioquia havia reclamat el control d'Antioquia per a si mateix. Balduí de Boulogne seguia a la ciutat d'Edessa, que havia estat capturada a començaments d'aquest any. Hi havia cert desacord entre els prínceps sobre quin hauria de ser el següent pas a seguir pel que Ramon IV de Tolosa, frustrat, va deixar Antioquia per capturar la fortalesa de Ma'arrat al-Numan.

## El setge
Els croats van oferir de respectar vides i propietats si la ciutat s'entregava pacíficament, però els habitants, desunits, no van acceptar.
Segons les cròniques de l'època, després de diverses setmanes de setge, la guarnició formada per una milícia de la ciutat va cedir a l'entrada dels assaltants que en represàlia, van emprendre de manera sistemàtica durant diverses setmanes un continu pillatge i destrucció, així com la persecució i extermini dels seus habitants, fins al seu abandonament el gener de 1099.

## Canibalisme
Fonts i testimonis com Albert d'Aquisgrà o Raül de Caen mencionen pràctiques de canibalisme ritual, per fanatisme o per infondre el terror, per part dels atacants.
Concretament el cronista Raül de Caen diu:
| « | A Maarat, els nostres coïen a pagans adults en les cassoles, enfilaven als nens en asts i se'ls menjaven rostits | » |

I el testimoni dels fets Albert d'Aquisgrà:
| « | Als nostres no els repugnava menjar-se, no només als turcs i als sarraïns que havien matat sinó tampoc als gossos | » |

En canvi, els caps de la croada enviaran una carta al Papa justificant el canibalisme per la gana:
| « | Una fam terrible assaltà a l'exèrcit a Maarat posant-lo en la cruel necessitat d'alimentar-se de cadàvers dels sarraïns | » |

Aquest i altres episodis denunciats d'abusos en contra de les poblacions locals o de pràctiques extremes de guerra, van ser difosos per la tradició oral i amplificats per la propaganda per crear una visió hostil dels invasors que va contribuir l'aglutinament de la població local. En un primer moment però va sembrar el terror entre els sirians que oferiran poca o nul·la resistència a l'avenç dels croats. La pervivència d'aquesta visió, elevada a la categoria de mite, és emprada per alguns sectors de la historiografia com a argument en suport de les tesis del suposat enfrontament secular sostingut entre societats musulmanes i cristianes.